# Бёртон, Джон Хилл

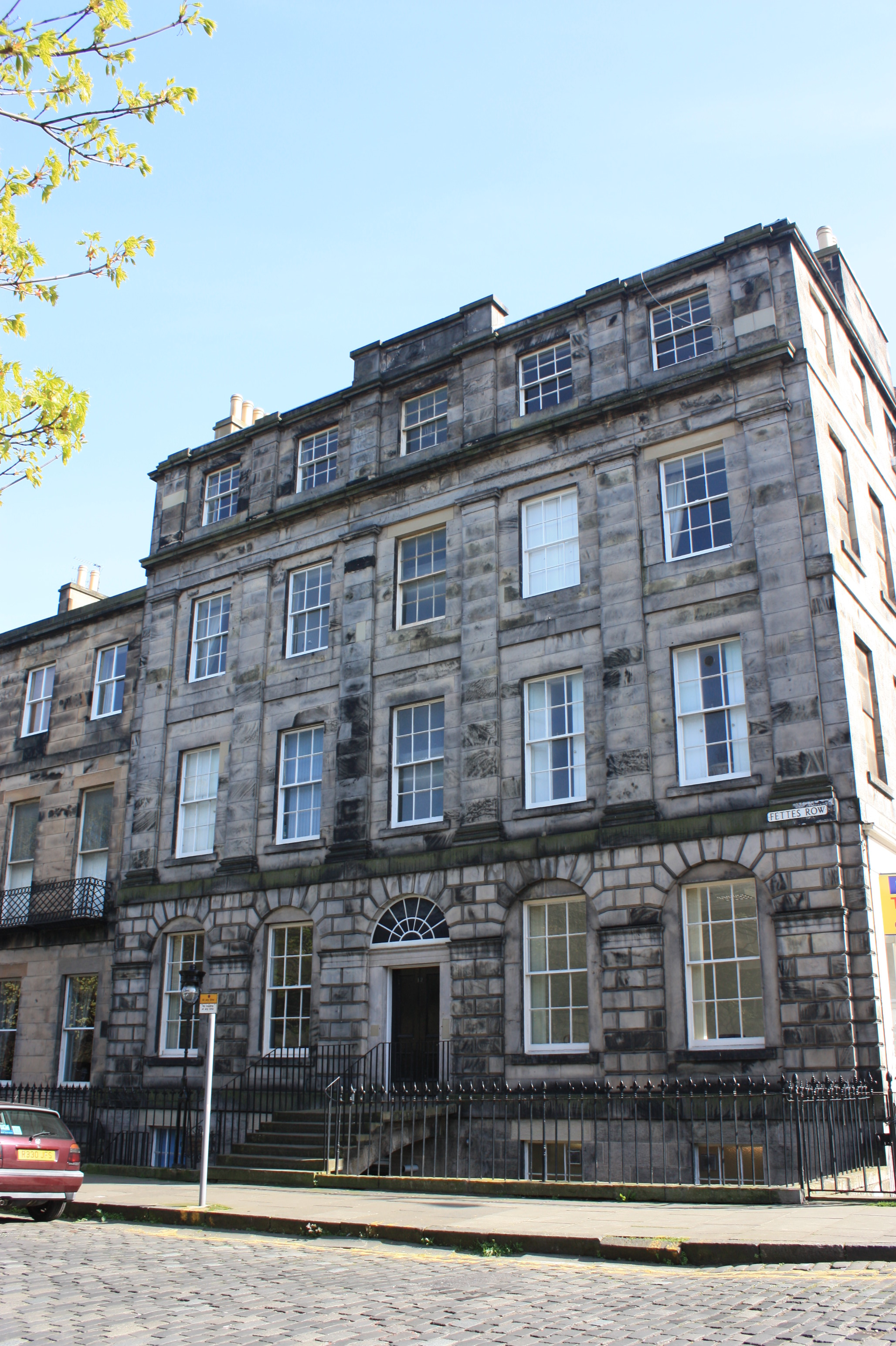
Дом Бёртона в Эдинбурге на ул. Fettes Row

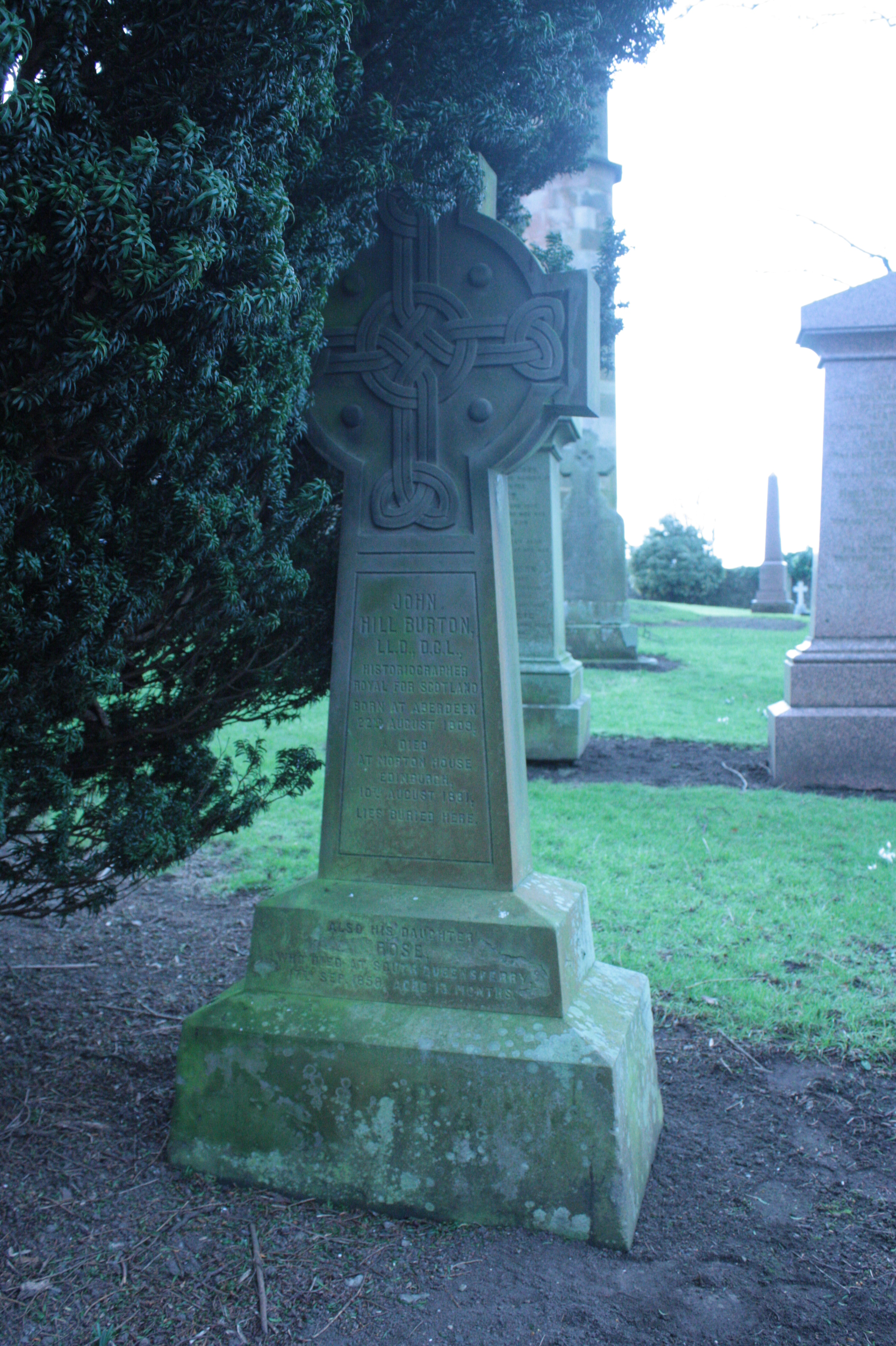
Могила Джона Хилла Бёртона, кладбище Dalmeny

Джон Хилл Бёртон (англ. John Hill Burton; 22 августа 1809 — 10 августа 1881) — шотландский адвокат, историк и экономист. Известен как автор книги-биографии Дэвида Юма «Life and Correspondence of David Hume». Джон был секретарем Тюремного совета Шотландии (1854—1877), и королевским историографом (1867—1881).

## Биография
22 августа 1809 года в Абердине у У. К. Бёртона и Элизы Патон родился сын — Джон. Сначала он обучался в гимназии Абердина, потом в колледже Маришал. В 1831 году Бёртон переехал в Эдинбург и поступил на адвокатский факультет. В 1832 году Джон основал свою собственную адвокатскую контору, расположенную в районе Новый город. Однако у него было мало практики, и в 1854 году Бёртон стал секретарем тюремного совета Шотландии, а в 1877 главой Тюремной комиссии.
Джон с раннего возраста работал редактором журнала Blackwood’s Magazine и других подобных изданий, а в 1846 году опубликовал книгу-биографию Дэвида Юма. В 1853 году Бёртон издал свою первую историческую публикацию История Шотландии от революции до исчезновения последнего Якобитского Восстания (англ. History of Scotland from the Revolution to the Extinction of the last Jacobite Insurrection), а к 1870 в дополнение к ней написал 7 томов Истории Шотландии от вторжения Агриколы до революции (англ. History of Scotland from Agricola’s Invasion to the Revolution), завершив тем самым непрерывное повествование. Далее он опубликовал Историю правления королевы Анны (англ. History of the Reign of Queen Anne; 1880). Кроме того, Бёртон написал такие произведения, как Коллекционер редких книг (англ. The Book-Hunter; 1862), и Шотландец в загранице (англ. The Scot Abroad; 1864).
10 августа 1881 года Бёртон умер в своём доме на южной окраине Эдинбурга.
Джон похоронен на кладбище Dalmeny вместе со своей маленькой дочерью Роуз (1857—1858). Памятник первой жены, Изабеллы, и их совместных детей находится на Диновском кладбище.

## Семья
В 1844 году Джон Хилл Бёртон женился на Изабелле Лаудер (род. 1810). Она умерла в 1850 году.
Второй раз он женился в 1855 году на Кэтрин, дочери Космо Иннеса. У них было девять детей. Среди них был химик Космо Иннес Бёртон, член Королевского общества Эдинбурга, и Уильям Киннинмонд Бёртон, инженер, работавший в Японии.